# Origine del linguaggio umano
L'origine del linguaggio umano è un argomento che ha attratto una considerevole attenzione nel corso della storia dell'uomo. L'uso della lingua è uno dei tratti più cospicui che distinguono l'Homo sapiens da altre specie. A differenza della scrittura, l'oralità non lascia tracce evidenti della sua natura o della sua stessa esistenza, perciò, i linguisti devono ricorrere a metodi indiretti per decifrare le sue origini.

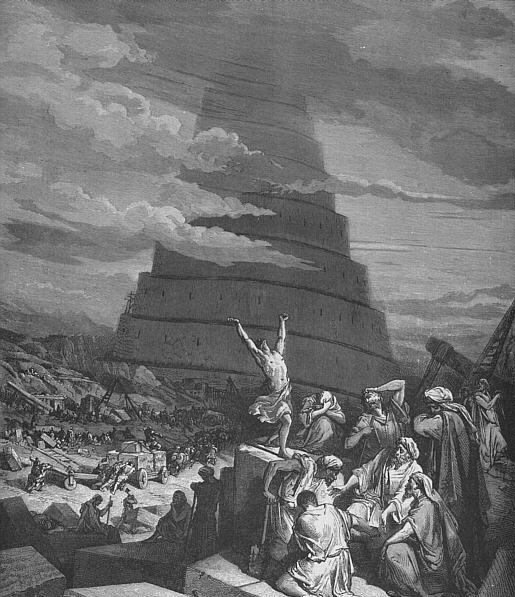
Secondo la Genesi, la grande varietà di lingue umane si originò dalla Torre di Babele con la confusione delle lingue (immagine dalla Bibbia illustrata di Gustave Doré).

I linguisti si trovano d'accordo che non ci sono lingue primitive esistenti, e che tutte le popolazioni umane moderne usano lingue di simile complessità. Mentre le lingue esistenti si differenziano nei termini della grandezza e dei temi del proprio lessico, tutte possiedono la grammatica e la sintassi necessarie, e possono inventare, tradurre e prendere in prestito il vocabolario necessario per esprimere l'intera gamma dei concetti che i parlanti vogliono esprimere. Tutti gli esseri umani possiedono abilità linguistiche simili e relative strutture biologiche preposte innate, ma nessun bambino nasce con una predisposizione biologica ad imparare una data lingua invece di un'altra. 
Le lingue umane potrebbero essere emerse con la transizione al comportamento umano moderno circa 164 000 anni fa (Paleolitico superiore). Una supposizione comune è che il comportamento umano moderno e l'emergere della lingua siano coincisi e fossero dipendenti l'uno dall'altro, mentre altri spostano indietro nel tempo lo sviluppo della lingua a circa 200 000 anni fa, al momento in cui apparvero le prime forme di Homo sapiens arcaico (Paleolitico medio), o addirittura al Paleolitico inferiore, a circa 500 000 anni fa. Tale questione dipende dal punto di vista sulle abilità comunicative dell'Homo neanderthalensis. In tutti i casi, è necessario presumere un lungo stadio di pre-lingua, tra le forme di comunicazione dei primati superiori e la lingua umana completamente sviluppata.

## L’origine del linguaggio negli studi di Schelling e Grimm
Il problema dell’origine del linguaggio fu una tematica fondamentale del Romanticismo. 
F. W. J. Schelling (filosofo dell’idealismo) e J. Grimm (glottologo, grammatico e autore di fiabe insieme al fratello) sono due autori che hanno due posizioni differenti sull’origine del linguaggio.
Schelling, nel suo testo del 1850, parla di tre ipotesi fondamentali:
1. Ipotesi teologica, secondo la quale il linguaggio ha origine divina e viene tramandato di generazione in generazione.
2. Ipotesi istinto-naturalistica, secondo la quale il linguaggio ha avuto origine grazie all’istinto, che è una qualità innata dell’essere umano.
3. Ipotesi secondo la quale l'essere umano ha imparato a parlare progressivamente: partendo, cioè, dall’urlo e dai gesti, l’essere umano è andato a mano a mano costruendo il linguaggio.

Il testo di Schelling rimane però indefinito, non arriva cioè ad una conclusione.
Il testo di Grimm è stato scritto in contrapposizione al testo di Schelling: egli parte nell’analizzare l’ipotesi teologica, suddividendola in due sottoipotesi, una secondo cui il linguaggio è stato creato insieme alla creazione dell’essere umano ed una quella secondo la quale il linguaggio è successivo alla creazione dell’essere umano. Entrambe fanno comunque giungere alla conclusione che la lingua appartiene solo alla specie umana e che il linguaggio sia una conquista dell’essere umano. La lingua è una conseguenza del pensiero ed inizia nei bambini insieme ad esso.
Inoltre, Grimm analizza il linguaggio nella sua evoluzione, suddividendolo in tre stadi: il primo stadio è quello delle prime produzioni vocali, formate da una sillaba. Nel secondo stadio vi è il passaggio dai monosillabi a parole composte da più sillabe e la composizione del linguaggio non è più casuale, ma ha un ordine sintattico, si è in grado di esprimere pensieri ordinati e ben connessi. Il linguaggio, nel terzo stadio, migliora sempre di più e si possono esprimere liberamente i propri pensieri.
Grimm conclude affermando la grande complessità del tema riguardo all’origine del linguaggio e riconosce che il linguaggio è una proprietà fondamentale dell’essere umano strettamente connessa con il pensiero.

## Parola e lingua
I linguisti fanno distinzione tra il parlare, il discorso e la lingua. Il parlare comporta la produzione di suoni dall'apparato fonatorio. I volatili parlanti, come alcuni pappagalli, sono capaci di imitare parole umane. Ad ogni modo, quest'abilità di imitare i suoni umani è molto diversa dall'acquisizione di una sintassi. D'altro canto, i sordi generalmente non usano il discorso parlato, ma sono in grado di comunicare usando la lingua dei segni, che viene considerata una lingua moderna, complessa e pienamente sviluppata. Ciò implica che l'evoluzione delle lingue umane moderne richiede sia lo sviluppo dell'apparato anatomico per produrre foni sia specifici mutamenti neurologici necessari a sostenere la lingua stessa.

### Comunicazione animale
Sebbene tutti gli animali usino una qualche forma di comunicazione, i ricercatori generalmente non classificano questa comunicazione come una lingua. Ad ogni modo, il sistema di comunicazione di alcune specie animali condivide alcune caratteristiche con le lingue umane. I delfini, ad esempio, sono in grado di comunicare come gli esseri umani, chiamandosi per nome.

### Linguaggi dei primati
Non si sa molto a proposito della comunicazione tra i primati superiori nell'ambiente naturale. La struttura anatomica della loro laringe non permette alle scimmie, come ai bambini, di produrre la maggior parte dei suoni di cui sono capaci gli esseri umani. In cattività è stata insegnata alle scimmie una rudimentale lingua dei segni e l'uso dei lessigrammi — cioè simboli astratti corrispondenti a una parola del vocabolario — e l'uso delle tastiere. Alcune scimmie, come Kanzi, sono riuscite ad imparare ed usare correttamente centinaia di lessigrammi.
Le aree di Broca e di Wernicke nel cervello dei primati sono responsabili del controllo dei muscoli della faccia, della lingua, della bocca e della laringe, così come di riconoscere i suoni. I primati sono noti per le loro "grida vocali", che vengono generate dai circuiti neurali presenti nella corteccia cerebrale e nel sistema limbico.
Nell'ambiente naturale, la comunicazione tra le scimmie Chlorocebus è stata la più studiata. Esse sono note per la produzione di dieci differenti vocalizzazioni. Molte di queste vengono utilizzate per avvertire gli altri membri del gruppo di predatori in avvicinamento ed includono un "grido del leopardo", un "grido del serpente" ed un "grido dell'aquila". Ogni allarme mette in moto una diversa strategia difensiva. Gli scienziati sono stati in grado di ottenere risposte prevedibili dalle scimmie usando altoparlanti e suoni pre-registrati. Le altre vocalizzazioni vengono probabilmente usate per l'identificazione. Se un cucciolo di scimmia grida, la madre si gira verso di lui, ma le altre scimmie si girano verso la madre per osservare quel che essa fa.

### Antichi ominidi
C'è una speculazione considerevole sulle capacità linguistiche degli antichi ominidi. Alcuni studiosi ritengono che l'avvento della postura eretta, circa 3,5 milioni di anni fa, abbia apportato importanti cambiamenti al cranio umano, formando un tratto vocale più a forma di L. La forma di tale tratto ed una laringe relativamente bassa nel collo sono requisiti necessari per produrre molti dei suoni che si producono nelle lingue umane, soprattutto le vocali. Altri studiosi invece credono che, basandosi sulla posizione della laringe, neanche i neanderthaliani avessero l'anatomia necessaria a produrre l'intera gamma di suoni delle lingue dell'Homo sapiens. Un altro punto di vista considera invece irrilevante l'abbassamento della laringe per lo sviluppo della parola.
Una proto-lingua assoluta, così come definita dal linguista Derek Bickerton, è una forma di comunicazione primitiva, a cui manca:
- una sintassi pienamente sviluppata;
- tempo, aspetto, verbi ausiliari, ecc.;
- un vocabolario chiuso (cioè non lessicale).

In breve, si tratterebbe di uno stadio nell'evoluzione del linguaggio intermedio tra il linguaggio dei primati superiori e le lingue umane moderne pienamente sviluppate.
Le caratteristiche anatomiche come il tratto vocale a forma di L erano in continua evoluzione, piuttosto che apparire improvvisamente. Anche se i primi ominidi utilizzavano una rozza tecnologia basata sulla pietra, era già più avanzata di quella degli scimpanzé e dei gorilla. Da ciò si deduce che probabilmente gli esseri umani possedessero già una forma di comunicazione più sviluppata degli altri primati.

### Neanderthaliani
La scoperta nel 2007 di un osso ioide di un neanderthaliano ha suggerito l'idea che i neanderthaliani potessero essere anatomicamente capaci di produrre suoni simili a quelli moderni umani e altri studi indicano che 400 000 anni fa il canale ipoglosso degli ominidi aveva raggiunto la dimensione di quello degli umani moderni. Il canale ipoglosso trasmette i segnali nervosi al cervello e si ritiene che la sua dimensione rifletta la capacità di parlare. Gli ominidi che vivevano prima di 300 000 anni fa avevano canali ipoglossi simili più a quelli di uno scimpanzé che a quelli umani.
Comunque, anche se i neanderthaliani fossero stati in grado di parlare, Richard G. Klein nel 2004 espresse il dubbio che potessero possedere una lingua complessa come le nostre. Lo studioso basò il suo dubbio sui resti fossili di esseri umani ed i loro attrezzi di pietra. Per 2 milioni di anni dopo la comparsa dell'Homo habilis, la tecnologia degli attrezzi in pietra cambiò molto poco. Richard G. Klein, che ha lavorato intensamente sugli antichi attrezzi in pietra, descrive l'attrezzatura degli antichi esseri umani come impossibile da separare in categorie basate sulla loro funzione ed afferma che i neanderthaliani sembravano avere uno scarso interesse per la forma finale dei propri attrezzi. Klein sostiene che il cervello dei neanderthaliani probabilmente non aveva raggiunto la complessità necessaria per una lingua articolata, anche se l'apparato fisico per la produzione dei fonemi era già ben sviluppato. La questione sul livello di sofisticatezza culturale e tecnologica dei neanderthaliani rimane tutt'oggi controversa.

### Homo sapiens
I primi esseri umani anatomicamente di tipo moderno apparvero per la prima volta nei reperti fossili di 195 000 anni fa in Etiopia. Nonostante fossero anatomicamente di stampo moderno, però, i ritrovamenti archeologici disponibili non indicano che si comportassero diversamente dagli ominidi che li avevano preceduti. Essi utilizzavano gli stessi attrezzi in pietra grezza e cacciavano meno efficientemente degli esseri umani che li avrebbero seguiti. Ad ogni modo, all'incirca da 164 000 anni fa nell'Africa meridionale, ci sono prove di un comportamento più sofisticato e, da quel momento, si ritiene si sia sviluppato il comportamento moderno. A quel punto, una vita di tipo costiero e lo sviluppo dell'attrezzatura associata rimanda evidentemente ad un consumo di molluschi. Questo stile di vita può essere dovuto a pressioni climatiche, conseguenti a condizioni di glaciazione. Gli attrezzi in pietra del periodo mostrano caratteristiche regolari che furono riprodotte o duplicate con più precisione. In seguito, apparvero anche attrezzi fatti di materiale osseo e corna. Questi artefatti possono essere facilmente suddivisi in base alla funzione, come punte per scalfire, attrezzi di incisione, coltelli e attrezzi per trapanare e forare. Insegnare alla prole o ad altri membri del proprio gruppo come produrre tali strumenti dettagliati sarebbe stato difficile senza l'aiuto della lingua.
Il passo più grande nell'evoluzione del linguaggio fu probabilmente il passaggio da una comunicazione primitiva di tipo pidgin ad un linguaggio di tipo creolo, con la grammatica e la sintassi di una lingua moderna. Molti studiosi ritengono che questo passaggio può essere stato compiuto solamente insieme ad alcuni cambiamenti biologici nel cervello, come una mutazione. È stato ipotizzato che un gene come il FOXP2 potrebbe aver subito una mutazione che permise agli esseri umani di comunicare. Le prove suggeriscono che questo cambiamento ebbe luogo in un punto imprecisato dell'Africa orientale, all'incirca dai 100 000 ai 50 000 anni fa, cosa che apportò cambiamenti significativi nei resti fossili. Non è ancora chiaro se le lingue si svilupparono gradualmente in migliaia di anni o apparvero relativamente all'improvviso.
Le aree di Broca e di Wernicke apparvero anche nel cervello umano, la prima coinvolta in scopi cognitivi e percettivi, la seconda collegata alle abilità linguistiche. Gli stessi percorsi neurali ed il sistema limbico degli altri primati controllano i suoni non verbali anche negli esseri umani (risata, pianto, ecc.), cosa che suggerisce che il centro del linguaggio umano sia una modifica dei percorsi neurali comune a "tutti" i primati. Questa modifica e le abilità per la comunicazione linguistica sembrano essere uniche degli esseri umani e ciò implica che l'insieme degli organi per il linguaggio parlato si sia sviluppato dopo che il ramo evolutivo umano si è separato da quello degli altri primati. In tal modo, il linguaggio parlato è una modificazione della laringe unica degli esseri umani.
Secondo la teoria dell'origine "Out of Africa" ("Uscendo dall'Africa" o "Dall'Africa verso il mondo"), circa 50 000 anni fa un gruppo di esseri umani lasciò l'Africa e procedette nella colonizzazione del resto del mondo, inclusa l'Australia e le Americhe, che non erano mai state popolate dagli ominidi che le avevano precedute. Alcuni scienziati ritengono che l'Homo sapiens non abbandonò l'Africa prima di allora, perché non aveva ancora acquisito le cognizioni moderne ed il linguaggio parlato e, perciò, non aveva le abilità, nonché il numero di persone sufficienti a migrare. Ad ogni modo, dato il fatto che l'Homo erectus riuscì a lasciare il continente molto prima (senza un utilizzo diffuso delle lingua, attrezzi sofisticati né un'anatomia moderna), le ragioni per cui gli esseri umani anatomicamente moderni rimasero in Africa probabilmente ebbe maggiormente a che fare con le condizioni climatiche.

## Monogenesi
La teoria dell'origine monogenetica è l'ipotesi per cui ci sarebbe stata una singola protolingua (la "lingua primigenia" o protolingua mondiale) dalla quale si sarebbero poi distinte tutte le lingue parlate dagli esseri umani. Tutta la popolazione umana, dagli aborigeni australiani ai fuegini, possiede delle lingue. Questo include popoli, come gli aborigeni tasmaniani o gli andamanesi, che sono rimasti isolati dagli altri popoli per anche 40 000 anni. Così, l'ipotesi dell'origine poligenetica comporterebbe che le lingue moderne si siano evolute indipendentemente su tutti i continenti, un'ipotesi considerata non plausibile dai sostenitori della monogenesi.
Tutti gli esseri umani odierni discendono da una Eva mitocondriale, una donna che si ritiene vivesse in Africa circa 150 000 anni fa. Ciò ha sollevato la possibilità che la lingua primigenia possa essere datata approssimativamente a quel periodo. Ci sono anche teorie su un effetto a collo di bottiglia sulla popolazione umana, soprattutto la teoria della catastrofe di Toba, la quale ipotizza che la popolazione umana ad un certo punto, circa 70 000 anni fa, si sia ridotta a 1 500 o 2 000 individui. Se ciò avvenne realmente, un tale effetto a collo di bottiglia sarebbe un eccellente candidato per il momento della protolingua mondiale, anche se ciò non implica che sia anche il momento in cui sia emerso il linguaggio parlato come capacità.
Alcuni sostenitori di tale ipotesi, come Merritt Ruhlen, hanno tentato di ricostruire la lingua primigenia. Ad ogni modo, la maggior parte dei linguisti rifiutano questi tentativi ed i metodi utilizzati (come la comparazione lessicale di massa) per varie ragioni.

## Scenari dell'evoluzione della lingua

### Teoria dei gesti
La teoria dei gesti afferma che il linguaggio umano parlato si sia sviluppato dai gesti che venivano usati per la semplice comunicazione.
Due tipi di prove sostengono questa teoria.
1. Il linguaggio dei gesti e quello vocale dipendono da sistemi neurali simili. Le regioni della corteccia cerebrale che sono responsabili dei movimenti della bocca e di quelli delle mani si trovano a stretto contatto.
2. I primati usano gesti o simboli per una forma primitiva di comunicazione, ed alcuni di questi gesti assomigliano a quelli umani, come la "posizione di richiesta", con le mani allungate in fuori, che gli esseri umani hanno in comune con gli scimpanzé.[30]

La ricerca ha trovato un considerevole supporto per l'idea che il linguaggio verbale e quello dei segni dipendano da strutture neurali simili. Pazienti che usano la lingua dei segni e che hanno sofferto di una lesione all'emisfero cerebrale sinistro, hanno dimostrato gli stessi disordini linguistici nella lingua dei segni dei pazienti capaci di parlare. Altri ricercatori hanno rilevato che la stessa regione sinistra del cervello è attiva sia durante la produzione di una lingua dei segni, sia durante l'uso di un linguaggio vocale o scritto.
La questione più importante per la teoria dei gesti è per quale motivo ci fu un passaggio allo strumento vocale. Ci sono tre possibili spiegazioni:
1. I primi esseri umani cominciarono ad utilizzare sempre più strumenti, che tenevano loro le mani occupate, senza poterle usare per gesticolare.
2. La gesticolazione richiede che gli individui si debbano vedere tra di loro. Ci sono molte situazioni in cui gli individui hanno bisogno di comunicare senza contatto visivo, ad esempio quando un predatore si avvicina a qualcuno che è su un albero a raccogliere frutta.
3. Il bisogno di cooperare effettivamente con gli altri per sopravvivere. Un comando dato da un leader di una tribù di 'trovare' 'pietre' per 'respingere' 'lupi' avrebbe creato un gruppo di lavoro e una risposta più potente e coordinata.

Gli esseri umani utilizzano ancora i gesti manuali e facciali quando parlano, specialmente quando le persone che comunicano non usano la stessa lingua. I sordomuti usano lingue composte interamente da segni e gesti.

### Pidgin e creoli
Un pidgin è una lingua semplificata che si sviluppa come mezzo di comunicazione tra due o più gruppi che non parlano la medesima lingua, in situazioni come il commercio, il cui vocabolario è generalmente derivato dalle lingue dei vari gruppi. Il modo in cui i pidgin si sviluppano è d'interesse per comprendere le origini del linguaggio verbale umano.
I pidgin sono lingue significativamente semplificate, con una grammatica rudimentale ed un vocabolario ristretto. Nei primi stadi del loro sviluppo i pidgin consistono soprattutto di nomi, verbi ed aggettivi, senza articoli e verbi ausiliari e con pochissime preposizioni e congiunzioni. La grammatica consiste di parole senza ordine fisso e senza desinenze di declinazione.
Se questi contatti tra i gruppi si mantengono saldi per lunghi periodi di tempo, i pidgin possono diventare pian piano sempre più complessi attraverso le generazioni. Se i bambini di una generazione adottano il pidgin come lingua madre, questa diventa una lingua creola, che si fissa e acquisisce una grammatica più complessa, con una fonetica fissa, una sintassi, una morfologia. La sintassi e la morfologia di tali lingue presentano a volte delle innovazioni locali che non derivano dalle lingue da cui sono nate.
Gli studi sulle lingue creole del mondo hanno dimostrato che possiedono somiglianze evidenti nella grammatica e si sono sviluppate uniformemente dai pidgin in una singola generazione. Queste somiglianze sono evidenti quando le lingue creole non condividono alcuna lingua originale. Inoltre le lingue creole hanno delle somiglianze anche se si sono sviluppate isolatamente rispetto alle altre. Le somiglianze sintattiche includono l'ordine delle parole Soggetto Verbo Oggetto. Anche se una lingua creola nasce da lingue con ordini delle parole differenti, sviluppa spesso un ordine SVO. Le lingue creole tendono ad avere modelli di uso simili per gli articoli determinativi ed indeterminativi e regole di movimento simili per le strutture frasali anche quando le lingue-genitori non le hanno.

### Grammatica universale
Dato che i bambini sono largamente responsabili della creolizzazione di un pidgin, studiosi come Derek Bickerton e Noam Chomsky hanno concluso che gli esseri umani nascono con una grammatica universale già inclusa nei loro cervelli. Questa grammatica universale consiste di un'ampia gamma di modelli grammaticali che includono tutti i sistemi grammaticali di tutte le lingue del mondo. Le impostazioni di base di questa grammatica universale sono rappresentate dalle somiglianze evidenti nelle lingue creole. Queste impostazioni di base vengono annullate dai bambini durante il processo di acquisizione della lingua per adattarsi alla lingua locale. Quando i bambini imparano una lingua, dapprima apprendono le caratteristiche più simile a quelle creole, e poi quelle che entrano in conflitto con la grammatica creola.
Un'altra questione che viene spesso citata come supporto per la grammatica universale è il recente sviluppo della lingua dei segni nicaraguense. A partire dal 1979, il neonato governo del Nicaragua dette inizio al primo sforzo diffuso del paese per educare i bambini sordomuti. Prima di ciò non esisteva una comunità sordomuta nel paese. Un centro d'educazione speciale stabilì un programma inizialmente seguito da 50 bambini sordomuti. Nel 1983 il centro aveva 400 studenti. Questo centro non aveva accesso alle strutture di insegnamento di una delle lingue dei segni usate nel mondo; perciò non veniva insegnato ai bambini nessun linguaggio. Il programma linguistico invece enfatizzava lo spagnolo parlato e la lettura delle labbra, nonché l'uso di segni da parte dell'insegnante che assomigliassero alle parole dell'alfabeto. Il programma ebbe uno scarso successo e la maggior parte degli studenti non riuscirono a comprendere il concetto delle parole spagnole.
I primi bambini arrivarono al centro con pochissimi gesti sviluppati in precedenza all'interno delle proprie famiglie. Ad ogni modo, quando i bambini vennero messi insieme per la prima volta cominciarono a costruire una forma di comunicazione usando i vari segni di ogni bambino. Più bambini si aggiungevano più la lingua diventava complessa. Gli insegnanti dei bambini, che avevano avuto uno scarso successo nel comunicare con i propri studenti, guardavano meravigliati i bambini che riuscivano a comunicare tra di loro.
In seguito il governo nicaraguense sollecitò l'aiuto di Judy Kegl, un'esperta della lingua dei segni alla Northeastern University. Quando Kegl ed altri ricercatori cominciarono ad analizzare la lingua, notarono che i bambini più giovani avevano preso le forme pidgin dai bambini più vecchi e le avevano portate ad un alto livello di complessità, con un accordo verbale e altre convenzione della grammatica.

### Approccio sinergico
La Azerbaijan Linguistic School ritiene che il meccanismo per la nascita del linguaggio umano moderno, sofisticato e complicato, sia identico al meccanismo evolutivo della scrittura.
Lo sviluppo della scrittura ha vissuto differenti fasi:
- Fase I: Grafema = frase (scrittura pittografica)
- Fase II: Grafema = parola o sintagma (scrittura ideografica)
- Fase III: Grafema = sillabario (scrittura sillabica)
- Fase IV: Grafema = suono (scrittura fonetica)

Allo stesso modo una lingua avrebbe passato stadi simili:
- Fase I: Fonema = frase (linguaggio pittografico)
- Fase II: Fonema = parola o sintagma (linguaggio ideografico)
- Fase III: fonema = sillabario (linguaggio sillabico)
- Fase IV: fonema = suono (linguaggio fonetico)

Vale a shout, qualche grido, all'inizio sostituiva l'intera frase, quindi soltanto una parte della frase, e poi la parte della parola,

## Storia
La ricerca delle origini della lingua ha una lunga storia, come testimonia anche la mitologia classica.

### Storia della ricerca
Verso la fine del XVIII secolo o agli inizi del XIX gli studiosi europei ritenevano che le lingue del mondo riflettessero i vari stadi dello sviluppo da una lingua primitiva a quelle più avanzate, culminando nella famiglia indoeuropea, ritenuta la più avanzata. La linguistica moderna non nacque prima del tardo XVIII secolo e le tesi romantiche di Johann Gottfried Herder e di Johann Christoph Adelung rimasero molto influenti fino al XIX secolo. La questione delle origini della lingua si dimostrò inaccessibile agli approcci metodici, e nel 1866 la Società Linguistica di Parigi vietò clamorosamente le discussioni sull'origine della lingua, ritenendola un problema irrisolvibile. Un approccio sistematico alla linguistica storica divenne possibile solamente con l'approccio neogrammaticale di Karl Brugmann ed altri a partire dal 1890, ma l'interesse degli studiosi per la questione riprese gradualmente piede a partire dal 1950, con idee come la grammatica universale, la comparazione lessicale di massa e la glottocronologia. L'origine della lingua" come materia a sé stante emerse dagli studi di neurolinguistica, psicolinguistica e di evoluzione umana in generale. La bibliografia linguistica introdusse l'origine della lingua" come un capitolo separato nel 1988, come un argomento minore dalla psicolinguistica, mentre istituti di ricerca di evoluzione linguistica emersero solo negli anni novanta.

### Esperimenti storici
La storia ha un vario numero di aneddoti su persone che tentarono di scoprire le origini della lingua per esperimento. Il primo tentativo viene riportato da Erodoto, che racconta che il faraone Psammetichus (probabilmente Psametek) fece crescere due bambini da pastori sordomuti, volendo vedere alla fine quale lingua avrebbero parlato senza influenze. Quando i bambini furono portati di fronte a lui, uno di essi disse qualcosa che al faraone suonò come bekos, la parola frigia per pane. Perciò Psammetichus concluse che il frigio fosse la prima lingua. Si racconta che anche il re Giacomo V di Scozia tentò un esperimento simile, e questi bambini avrebbero infine parlato ebraico. Anche il monarca medievale Federico II ed Akbar, un imperatore indiano del XVI secolo, tentarono un esperimento simile ma i bambini utilizzati alla fine non parlarono e morirono.

### Nella religione e nella mitologia
Le religioni ed i miti etnici spesso danno delle spiegazioni per le origini e lo sviluppo del linguaggio verbale. La maggior parte delle mitologie non ritengono l'uomo inventore della lingua, ma credono in una lingua divina, antecedente a quelle umane. Lingue mistico-magiche usate per comunicare con gli animali o gli spiriti, come la lingua degli uccelli, sono pure state analogamente ricercate, ed erano di particolare interesse durante il Rinascimento, per la loro capacità di penetrare l'essenza della realtà tramite un'apprensione immediata di natura intuitiva anziché discorsiva.
Uno dei migliori esempi nella cultura occidentale è il passaggio della Genesi nella Bibbia riguardo alla Torre di Babele. Questo passaggio, comune a tutte le fedi abramiche, racconta di come Dio punì gli uomini per aver costruito la torre, confondendo la loro lingua e creandone di nuove (Genesi 11:1–9).
Un gruppo di persone dell'isola di Hao, in Polinesia racconta una storia molto simile a quella della torre di Babele, parlando di un dio che, "in preda alla rabbia scacciò via i costruttori, distrusse l'edificio e cambiò la loro lingua, così che parlassero differenti lingue".